# Nasief Morris
Mogammat Nasief Morris (Ciudad del Cabo, Sudáfrica, 14 de abril de 1981), futbolista sudafricano. Juega de defensa y su actual equipo es el Santos Cape Town de Sudáfrica.

## Trayectoria
Morris comenzó su trayectoria profesional en el Santos Cape Town de su ciudad natal.
Con el Panathinaikos se proclamó campeón de Liga y de Copa en la Temporada 2003/04 y jugó 34 encuentros de competición europea. 
Jugó la temporada 2008-09 en el Recreativo de Huelva, cedido por el Panathinaikos griego con una opción de compra valorada en 1,5 millones de euros que el club onubense no llegó a ejercer.
El 15 de junio de 2009 se hace pública su cesión para la temporada 2009-10 al Racing de Santander.
Debutó en partido oficial con el Racing de Santander el día 12 de septiembre de 2009 contra el Atlético de Madrid en el Estadio Vicente Calderón.
Marcó su primer gol con el Racing de Santander el día 19 de septiembre de 2009 contra el Málaga Club de Fútbol en La Rosaleda.
El jugador, pese a tener nacionalidad sudafricana y no tener pasaporte comunitario, puede jugar sin ocupar plaza de extracomunitario en virtud a un convenio de la Unión Europea.

## Selección nacional
Internacional habitual y capitán de Sudáfrica, Morris no fue seleccionado por Joel Santana para disputar la Copa Confederaciones 2009 debido a su "mala actitud". Anteriormente, en 2004, Morris había sido inhabilitado temporalmente por la FIFA por intentar atacar a un árbitro tras un partido con los bafana bafana.

## Clubes
| Club                          | País      | Temporada |
| ----------------------------- | --------- | --------- |
| Santos Cape Town              | Sudáfrica | 1997-2001 |
| Aris Salónica F. C.           | Grecia    | 2001-2004 |
| Panathinaikos                 | Grecia    | 2004-2008 |
| Recreativo de Huelva (cedido) | España    | 2008-2009 |
| Racing de Santander (cedido)  | España    | 2009-2010 |
| Apollon Limassol              | Grecia    | 2010-2011 |
| SuperSport United             | Sudáfrica | 2011-2012 |
| Santos Cape Town              | Sudáfrica | 2012-     |